# Оливје Панис
Оливје Панис (фр. Olivier Panis; рођен 2. септембра 1966) је бивши француски возач Формуле 1. У каријери је учествовао на 158 трка, остварио једну победу и освојио укупно 76 поена.